# Slivoň špendlík žlutý
Špendlík žlutý (Prunus domestica subsp. insititia cv. 'Pomariorum' Boutigny) je kulturní odrůda slivoní. Strom je vzrůstem a tvarem koruny podobný švestce domácí, je vysoký asi 4 až 7 metrů. Listy mají stejný tvar jako u švestky. Květy jsou čistě bílé. Plodem špendlíku je žlutý ojíněný plod švestkovitého tvaru dozrávající v polovině srpna. Délka plodu asi 35 mm, šířka 28 mm. Hmotnost plodu 15–20 g. Pecka je elipsovitá, na obou koncích zašpičatělá. Jde dobře oddělit od oplodí.

## Lidový název
Lidově (botanicky nesprávně) bývají jako špendlíky označovány i jiné druhy slivoní, především mirabelky (které jsou drobnější, kulovité – nikoli protáhlé, podobné žlutým třešním), případně drobnoplodé myrobalány (žluté až červené, mohou být o něco větší než mirabelky, ale na rozdíl od pravého špendlíku jsou rovněž kulaté).
Méně často se toto označení používá i pro některé druhy švestek, například ranou odrůdu na střední Moravě, případně starou drobnoplodou odrůdu Pavlovička.

## Špendlíčky
Archivní materiály a pamětníci z Kopřivnicka uvádějí také odrůdy zvané špendlíčky či lidově kozí cicky, kozí cecky a podobně. Plodící stromy se již vyskytují jen sporadicky.

### Špendlíček žlutý
Tvar plodu se blíží pravé švestce, je však výrazně menší, 25-30 mm dlouhý a 20-24 mm široký. Hmotnost 8-10, maximálně 15 gramů. Barva oranžová až růžovo-červená, podobná meruňkám, povrch ojíněný. Zraje v druhé polovině srpna, průběžně opadává.

### Špendlíček zelený
Tvarově variabilní, převážně široce eliptické zelené plody jsou poměrně drobné, 24-28 mm dlouhé a 23-26 mm široké. Hmotnost se pohybuje mezi 8-12, výjimečně až 15 gramy. Zraje v druhé polovině srpna.

## Výskyt a užití
Špendlík se vyskytuje především na jižní Moravě a Slovensku. Plody jsou oblíbené a vyhledávaná pro své užitné vlastnosti. Plody jsou chuťově podobné švestce, ale sladší. Jsou vhodné pro přímou spotřebu. Pro jejich specifické vlastnosti se špendlíků užívá k výrobě aromatických džemů, povidel a pálenek.